# Новая Андрияшевка
Но́вая Андрия́шевка — село в Слободзейском районе непризнанной Приднестровской Молдавской Республики. Вместе с сёлами Фрунзе, Новокотовск, Приозёрное, Старая Андрияшевка, Уютное и посёлком при ж/д станции Новосавицкая входит в состав Фрунзевского сельсовета.
Новая Андрияшевка расположена на реке Кучурган, в 27 км восточнее Слободзеи, в 8 км от украинской железнодорожной станции Кучурган и в 24 км от Тирасполя.
По данным Молдавской Советской Энциклопедии село было основано во 2-й половине XIX века. Во время Великой Отечественной войны в окрестностях села велись ожесточённые бои. Сельчане, погибшие в Великой Отечественной войне, включены в общий список павших села Фрунзе. В 1969 году в Новой Андрияшевке проживало 739 человек, по данным на 1 мая 1998 года — 466 человек. По данным переписи населения ПМР 2004 года численность населения села составила 396 жителей (180 мужчин и 216 женщин), из них украинцы составляют — 191 человек (48 %), молдаване — 102 (26 %), русские — 74 (19 %) и другие. Большинство населения исповедует православие. В 2004 году, по данным переписи, в Новой Андрияшевке насчитывалось 145 домохозяйств.
В селе находилась бригада колхоза им. Куйбышева с правлением в селе Фрунзе. Бригада специализировалась на выращивании зерновых. Земельные угодья бригады составляли 116 га орошаемых земель. В село проведён природный газ, имеется 3 км асфальтированных дорог. На территории села расположены: Ново-Андрияшевская общеобразовательная школа, Дом культуры, отделение связи, ООО «Колхетти», детский сад (частично разрушен), магазины, баня (была когда-то), небольшой кирпичный завод (больше нет). В 1994 году на окраине села был создан Ново-Андрияшевский заказник.